# Hegyi-karabahi háború
A hegyi-karabahi háború fegyveres konfliktus volt Azerbajdzsán és az Örményország által támogatott örmény többség között 1988 februárjától és 1994 májusáig a hegyi-karabahi enklávé birtoklásáért. A konfliktus előrehaladtával a két egykori szovjet tagállam egy elhúzódó, hadüzenet nélküli háborúba bonyolódott a hegyekben, amint Azerbajdzsán megpróbálta megfékezni az elszakadási mozgalmat. A terület parlamentje megszavazta az Örményországgal való egyesülést, és ezt népszavazással erősítették meg, amit a terület azeri lakossága bojkottált. Az Örményországgal való egyesülés vágya, ami az 1980-as években erősödött fel, békés módon indult, azonban az elkövetkező hónapokban, ahogyan a Szovjetunió felbomlása közeledett, fokozatosan rőszakos  konfliktussá fajult az örmények és az azeriek között, ami végül etnikai tisztogatásokba torkollott mindkét fél részéről.

## Története
A két népcsoport között azután kezdődtek meg a etnikai harcok, hogy a Hegyi-karabahi autonóm terület parlamentje megszavazta az Örményországgal való egyesülést 1988. február 20-án, majd ezzel a kéréssel fordultak a szovjet központi kormányzathoz. A Szovjetunió felbomlása miatt előálló körülmények segítették az elszakadási mozgalmat. Az Azerbajdzsántól való elszakadás bejelentése a területért folytatott hosszú konfliktus eredménye volt. Miután Azerbajdzsán 1991. augusztus 30-án kikiáltotta függetlenségét, szeptember 2-án Hegyi-Karabah szintén így cselekedett. A konfliktus 1992-re háborúvá nőtte ki magát.
1992-1993-ban az örmény és karabahi csapatok nemcsak Hegyi-Karabah területét, de több más környező vidéket is az ellenőrzésük alá vontak (pl. Laçın, Kelbadzsár, Fizuli, Agdam), összességében Azerbajdzsán területének mintegy ötödét (Hegyi-Karabah nélkül 9%-át), melyeknek lakosságát erőszakkal elűzték onnan. A háború 1994. május 16-án Moszkvában kötött fegyverszünettel zárult le, a két állam azóta sem kötött békét egymással. Mintegy 30 000 ember halt meg, és a harcok, valamint az etnikai tisztogatások miatt 230 000 örmény és 800 000 azeri menekült el. 2009-ben még mindig legalább 573 000 menekült élt Azerbajdzsánban.
Azerbajdzsán 2016-ban vívott egy kisebb határháborút Örményország és Hegyi-Karabah ellen, ami különösebb eredmény nélkül zárult. 2020-ban megelőző nyári határvillongásokat követően újabb háborús konfliktus bontakozott ki ezen országok határtérségeiben, s majdnem nyílt azeri-örmény háború kitörésére került sor. Azerbajdzsán eddigre már szoros szövetséget épített ki a NATO tag Törökországgal. Örményország KBSZSZ-tag, így a háború bizonyos értelemben a két katonai tömb háborúja volt. A harcokat az örmények elvesztették, és az azeri hadsereg nagy területeket, többek között a stratégiailag fontos Susa városát is bevette, ezzel közvetlenül fenyegetve Sztepankertet. A megszállt területekről örmények tömegei menekültek el. Ugyan a térségbe orosz békefenntartók érkeztek, Örményország lakossága nem fogadja el a vereséget, így a viszály Hegyi-Karabahért tovább dúl.